# Bacopa stricta
Bacopa stricta là một loài thực vật có hoa trong họ Mã đề. Loài này được (Schrad.) Wettst. ex Edwall mô tả khoa học đầu tiên năm 1897.